# Hallenmasters Winterthur

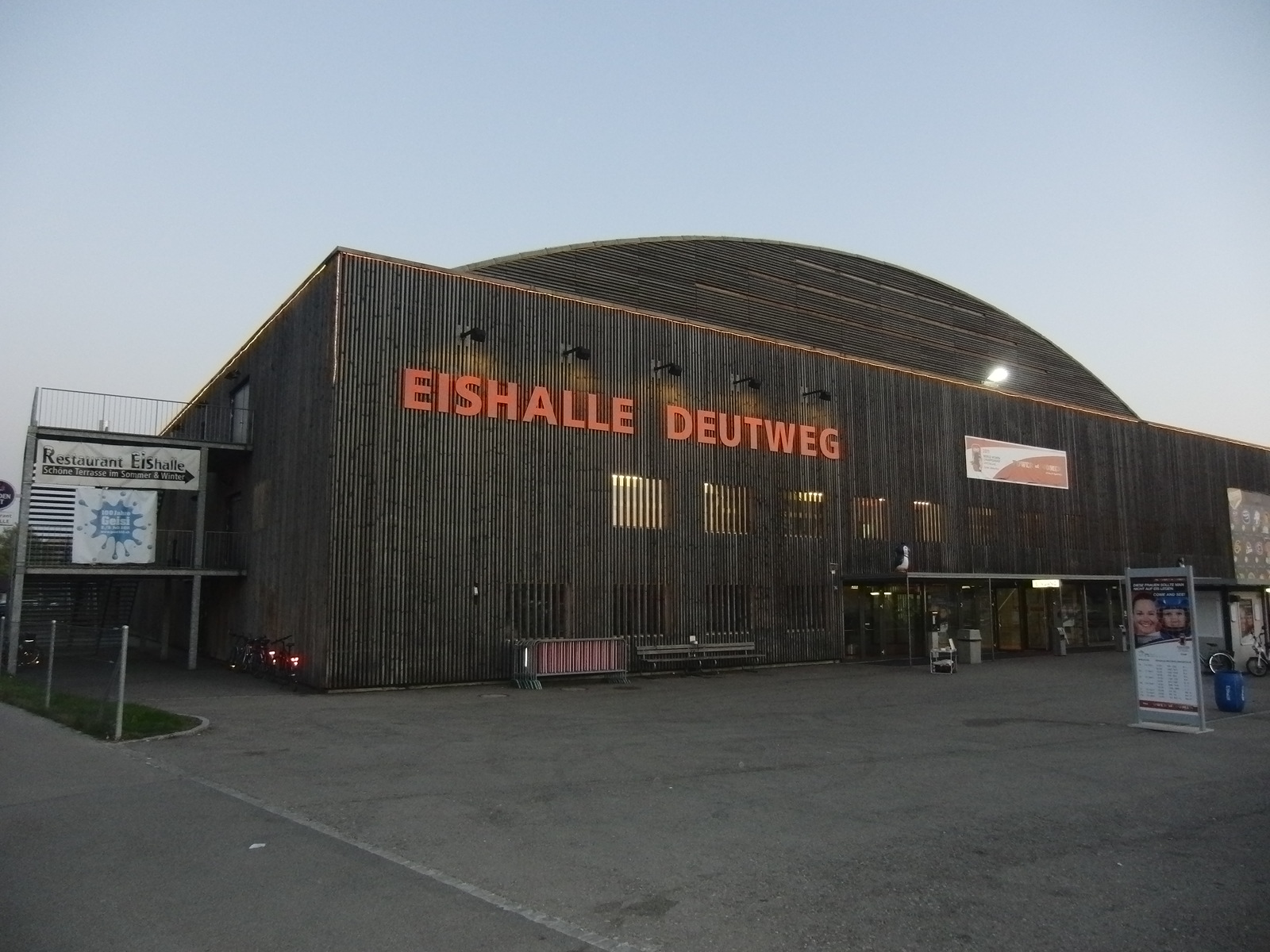
Eishalle Deutweg

Die Hallenmasters waren ein von 2006 bis 2016 jeweils Anfang Januar stattfindendes Hallenfussball-Turnier in Winterthur, dass jeweils in der Eishalle Deutweg ausgetragen wurde. Es wurde jeweils neben dem Profifussballturnier ein Regional- und Seniorenturnier ausgetragen, wobei das Seniormasters in allen Austragungen von einem Auswahlteams mit Ex-Profis des Turnierveranstalters Puls Sport gewonnen wurde. Bis 2010 gab es auch ein Frauenfussballturnier, das danach von einem Juniorenturnier abgelöst wurde.
2017 fiel die Veranstaltung nach Wegfall des Hauptsponsors aus finanziellen Gründen aus und wurde auch im Jahr 2018 nicht mehr ausgetragen. Das Hallenturnier war das letzte Profifussballturnier seiner Art in der Schweiz.

## Spielmodus
Das Profifussballturnier wurde immer am letzten Tag der Hallenmasters mit sechs Teilnehmern ausgetragen, die von den Veranstaltern eingeladen wurden. Zuerst fanden Gruppenspiele zu je drei Mannschaften statt. Im danach folgenden Halbfinale spielt jeweils der Gruppenerste der einen gegen den Gruppenzweiten der anderen Gruppe um den Finaleinzug. Gab es in der K.O.-Phase nach der regulären Spielzeit keinen Sieger, wurde direkt ein Penaltyschiessen ausgetragen. Jeweils auch ausgetragen wurde das kleine Final sowie das Platzierungsspiel um Platz 5. Die Spielzeit betrug zweimal 12 Minuten.

## Statistik Herren

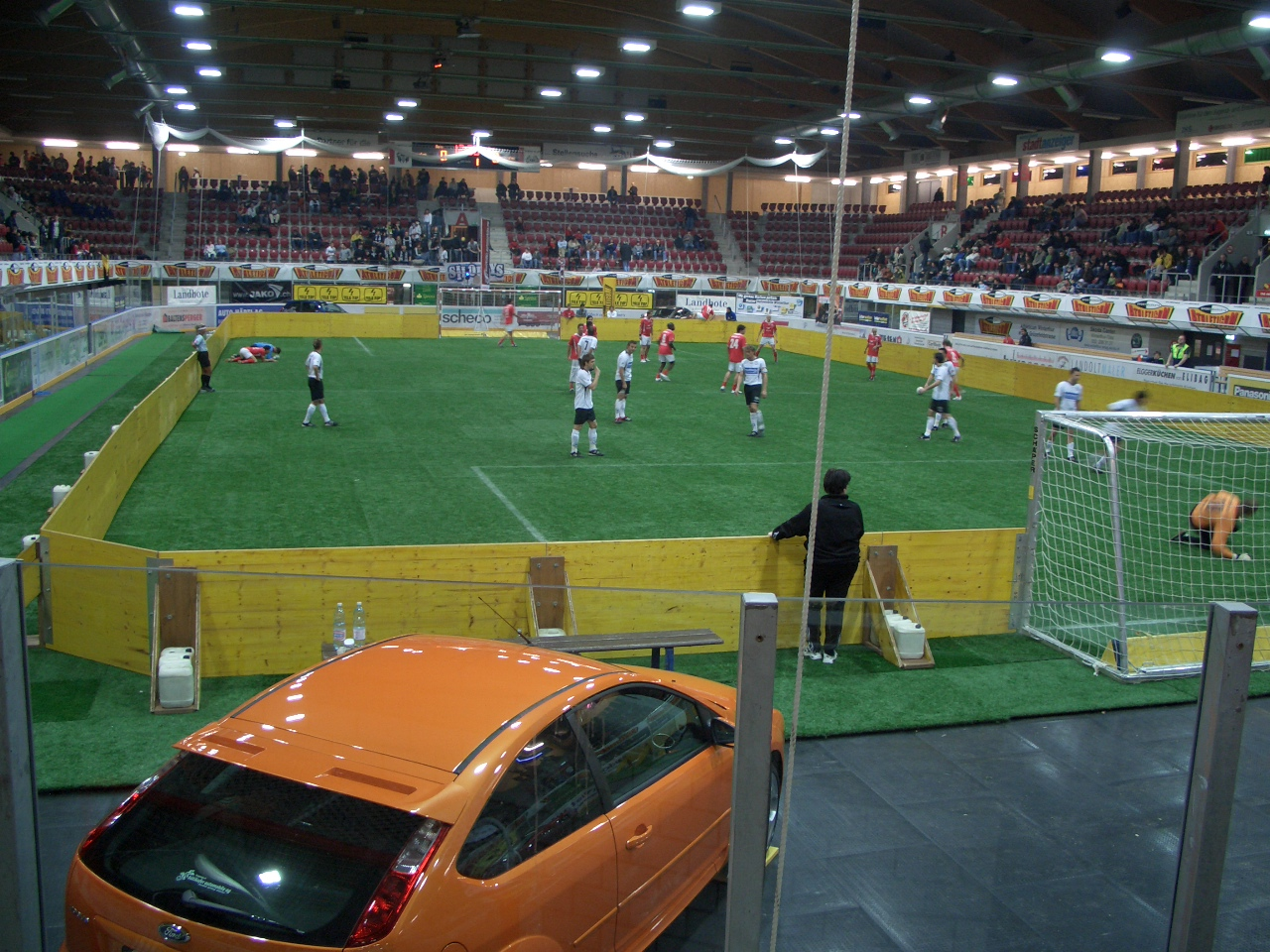
Mannschaften beim einwärmen am ersten Hallenmasters 2006

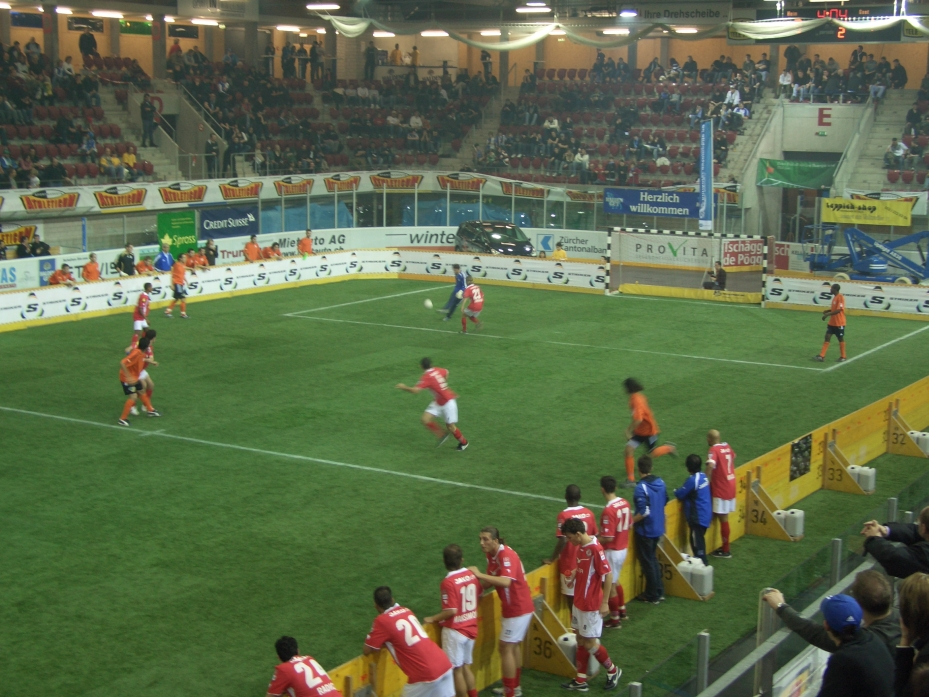
Spielszene am Hallenmasters 2007

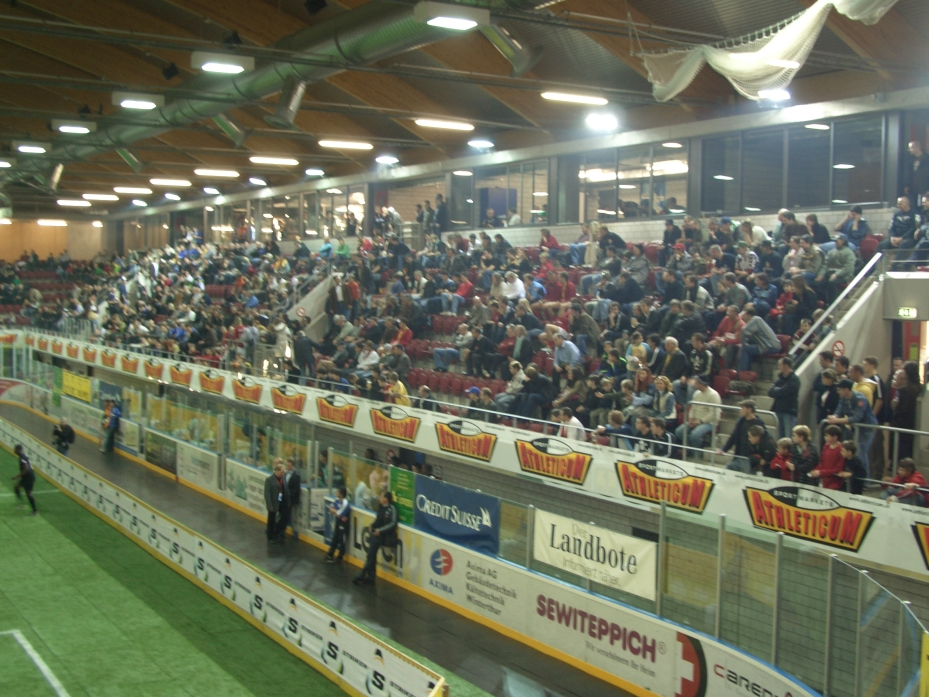
Haupttribüne am Hallenmasters 2007

### Turniersieger
| Jahr | Gewinner                | Finalgegner             | Ergebnis          |
| ---- | ----------------------- | ----------------------- | ----------------- |
| 2006 | FC Winterthur           | SCR Altach              | 3:1               |
| 2007 | Concordia Basel         | FC St. Pauli            | 4:3 n. P.         |
| 2008 | FC Wil                  | FC St. Gallen           | 4:1               |
| 2009 | FC Prishtina            | FC Aarau                | 6:0               |
| 2010 | FC Luzern               | FC Winterthur           | 2:1               |
| 2011 | Grasshopper-Club Zürich | FC Winterthur           | 6:5 n. P.         |
| 2012 | FC Winterthur           | Grasshopper-Club Zürich | 4:2               |
| 2013 | FC Thun                 | FC Luzern               | 6:5 n. P.         |
| 2014 | FC Vaduz                | Grasshopper-Club Zürich | 7:6 n. P.         |
| 2015 | FC Schaffhausen         | FC Winterthur           | 7:3               |
| 2016 | FC Schaffhausen         | FC Biel                 | 3:2               |
| 2017 | nicht ausgetragen       | nicht ausgetragen       | nicht ausgetragen |

### Teilnahmestatistik
| Verein                  | Anzahl Teilnahmen | Turniersiege | Finalteilnahmen |
| ----------------------- | ----------------- | ------------ | --------------- |
| FC Winterthur           | 11                | 2            | 5               |
| FC Luzern               | 7                 | 1            | 2               |
| FC St. Gallen           | 7                 | 0            | 1               |
| FC Schaffhausen         | 5                 | 2            | 2               |
| Grasshopper-Club Zürich | 5                 | 1            | 3               |
| FC Thun                 | 5                 | 1            | 1               |
| FC Aarau                | 5                 | 0            | 1               |
| FC Wil                  | 4                 | 1            | 1               |
| FC Vaduz                | 4                 | 1            | 1               |
| Concordia Basel         | 2                 | 1            | 1               |
| FC Prishtina            | 2                 | 1            | 1               |
| SCR Altach              | 2                 | 0            | 1               |
| FC Biel                 | 2                 | 0            | 1               |
| FC St. Pauli            | 1                 | 0            | 1               |
| SC YF Juventus Zürich   | 1                 | 0            | 0               |
| AC Bellinzona           | 1                 | 0            | 0               |
| FC Lausanne-Sport       | 1                 | 0            | 0               |
| FC Zürich               | 1                 | 0            | 0               |

## Statistik Frauen

### Turniersieger
| Jahr | Gewinner              | Finalgegner   | Ergebnis |
| ---- | --------------------- | ------------- | -------- |
| 2006 | FFC Seebach           | FC Diepoldsau | 2:0      |
| 2007 | FFC Seebach           |               |          |
| 2008 | FC Windisch           | FFC Seebach   | 4:0      |
| 2009 | SC YF Juventus Zürich | FC Windisch   | 3:0      |
| 2010 | Grasshoppers Zürich   | FC Zürich     | 2:1      |